# گمینا نووه میاستچکو
گمینا نووه میاستچکو (به لهستانی:  Gmina Nowe Miasteczko) یک گمینا در لهستان است که در شهرستان نووا سول واقع شده‌است. گمینا نووه میاستچکو ۷۷٫۱۸ کیلومتر مربع مساحت و ۵٬۵۱۲ نفر جمعیت دارد.